# Perralderia
Perralderia es un género de plantas fanerógamas perteneciente a la familia de las asteráceas. Comprende 5 especies descritas y de estas, solo 3 aceptadas. Se encuentra en el Norte de África.

## Taxonomía
El género fue descrito por Ernest Saint-Charles Cosson y publicado en Bulletin de la Société Botanique de France 6: 394. 1818. La especie tipo es  Perralderia coronopifolia Coss.

## Especies aceptadas
A continuación se brinda un listado de las especies del género Perralderia aceptadas hasta julio de 2012, ordenadas alfabéticamente. Para cada una se indica el nombre binomial seguido del autor, abreviado según las convenciones y usos.
- Perralderia coronopifolia Coss.
- Perralderia garamantum Asch.
- Perralderia paui Font Quer